# STS-58
STS-58 (ang. Space Transportation System) – piętnasta misja wahadłowca kosmicznego Columbia i pięćdziesiąta ósma programu lotów wahadłowców. Drugi lot w ramach programu Spacelab Life Sciences (SLS-2).

## Załoga[2]
- John Blaha (4)*, dowódca  (CDR)
- Richard Searfoss (1), pilot (PLT)
- Margaret Rhea Seddon (3), specjalista misji 1 (MS1)
- William McArthur (1), specjalista misji 2 (MS2)
- David Wolf (1), specjalista misji 3 (MS3)
- Shannon Lucid (4), specjalista misji 4 (MS4)
- Martin Fettman (1), specjalista ładunku 1 (PS1)

*Cyfry w nawiasie oznaczają liczbę lotów odbytych przez każdego z astronautów

## Parametry misji[1]
- Masa:
  - startowa orbitera: 116 122 kg
  - lądującego orbitera: 104 212 kg
  - ładunku: 10 517 kg
- Perygeum: 284 km
- Apogeum: 294 km
- Inklinacja: 39,0°
- Okres orbitalny: 90,3 min

## Cel misji
Lot naukowy, wypełniony prowadzeniem eksperymentów medycznych i biologicznych w laboratorium Spacelab SLS-2 (Space Life Sciences).

## STS-81-M
Pierwotnie lot SLS-2 miał odbyć się w lipcu 1988 w ramach misji STS-81-M wahadłowca Atlantis. Po katastrofie wahadłowca Challenger w 1986 i przeprowadzonej w jej następstwie weryfikacji planowanych misji, została ona anulowana.
Jedynym astronautą przydzielonym do misji przed jej anulowaniem była Millie Hughes-Fulford. Została ona później przydzielona do lotu STS-40, który odbył się w 1991. Lot ten również był częścią programu SLS.